# Michael Stocker (Funktionär)
Michael Stocker (* 23. März 1911 in Németsztamora (deutsch Deutschstamora), Königreich Ungarn, Österreich-Ungarn; † 21. August 2003 in München) war ein deutscher Rechtsanwalt, Beamter in der Landesverwaltung des Freistaats Bayern und Bundesvorsitzender der Landsmannschaft der Banater Schwaben von 1966 bis 1978.

## Leben
Als achtes Kind einer Handwerkerfamilie aus der Volksgruppe der Banater Schwaben legte Stocker in Timișoara sein Abitur ab und studierte darauf Rechtswissenschaft an der Universitatea Regele Carol I. in Czernowitz. Von 1929 bis 1933 leitete Stocker den nationalsozialistisch ausgerichteten Bukowiner Deutschen Kulturbund. Nach seinem Studium ließ er sich in Câmpulung Moldovenesc als Rechtsanwalt nieder. Später zog er mit seiner Familie in das Banat und wurde Leiter der Rechtsabteilung der Genossenschaftszentrale Agraria in Timișoara. Bei der Umsiedlung der Bukowinadeutschen „Heim ins Reich“ im Spätsommer 1940 schloss sich Stocker der Familie seiner Ehefrau Herta (geborene Renner) an, die in Oberschlesien angesiedelt wurde. Stocker verließ das Gebiet mit seiner Familie zum Ende des Zweiten Weltkriegs und gelangte nach Passau in Bayern.
Hier trat er im Dezember 1945 in den bayerischen Staatsdienst ein. Im Landratsamt Passau war er von 1953 bis 1960 Regierungsdirektor, im bayerischen Innenministerium 1964 als Ministerialrat und im Münchner Arbeitsministerium von 1970 bis 1976 als Ministerialdirigent tätig. Von 1960 bis 1966 übernahm er den bayerischen Landesvorsitz der Landsmannschaft der Banater Schwaben, von 1966 bis 1978 war er ihr Bundesvorsitzender; ihm folgte Josef Schmidt im Amt. Bis Pfingsten 1980 war Stocker gewählter Sprecher der Landsmannschaft, 1981 wurde er zu ihrem Ehrenvorsitzenden ernannt. 1961 erhielt Stocker das Bundesverdienstkreuz.

## Veröffentlichungen (Auswahl)
- Wie sieht es im Buchenlande aus? In: Wandervogel vom 1. März 1930, S. 3–4.[6]
- Unser täglich Brot gib uns heute. In: Czernowitzer Deutsche Tagespost vom 19. April 1931[7]
- Unsere erste Singwoche. In: Deutscher Kalender für die Bukowina, 1931, S. 68–69.[8]
- Zum Abschied. In: Bund vom Juli/August 1933, S. 2–3.[2]
- Deutsche Jugendarbeit in der Bukowina. In: Südostdeutsche Vierteljahresblätter 13, 1964.[9]